# Regierungsbezirk Stettin

Verwaltungsgliederung Pommerns im Jahr 1913:

Der Regierungsbezirk Stettin in der preußischen Provinz Pommern bestand von 1808 bis 1945. Sein Vorgänger war der westliche Teil des Bezirkes der 1723 gegründeten Pommerschen Kriegs- und Domänenkammer mit Sitz in Stettin, die ihrerseits aus der Zusammenlegung der in Stargard in Pommern ansässigen Behörden Kriegskommissariat und Amtskammer entstanden war. Die Provinz war seit 1815/18 in drei Regierungsbezirke eingeteilt: den Regierungsbezirk Stettin, den  Regierungsbezirk Köslin, der den östlichen Teil Hinterpommerns umfasste, und den im westlichen Teil Vorpommerns gelegenen Regierungsbezirk Stralsund. Letzterer wurde 1932 aufgelöst und an den Bezirk Stettin angegliedert.

## Geschichte

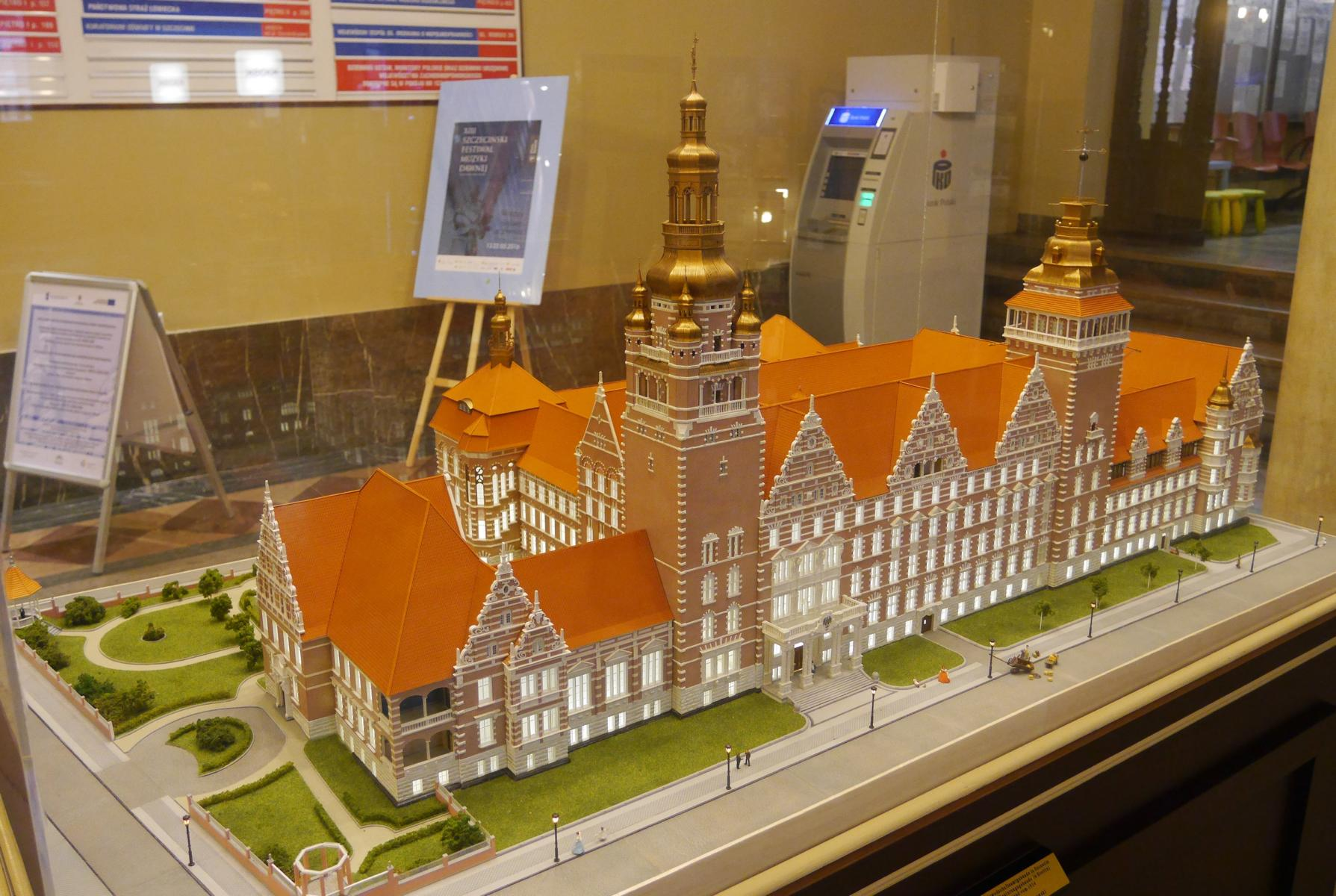
Modell des ehemaligen Regierungsgebäudes des Regierungsbezirkes Stettin

Die Stadt Stettin war von 1815 bis 1945 die Hauptstadt der preußischen Provinz Pommern. Seit 1808 war sie außerdem Sitz des Regierungspräsidenten des Regierungsbezirks Stettin.
Am 1. Dezember 1900 zählte der Regierungsbezirk Stettin 830.709 Einwohner, am 17. Mai 1939 waren es 1.237.782. Die Fläche umfasste im Jahre 1900 12.078,93 km², auf die 1.850 Städte und Gemeinde verteilt waren.

### Stadt- und Landkreise
Im  Jahr 1818 wurde eine neue Kreiseinteilung vorgenommen, und der Regierungsbezirk Stettin war seither in folgende 13 Verwaltungskreise unterteilt:
1. Kreis Demmin
2. Kreis Anklam
3. Kreis Ueckermünde
4. Kreis Usedom-Wollin
5. Kreis Randow
6. Stadtkreis Stettin (von 1826 bis 1857 Teil des Kreises Randow[1])
7. Kreis Greifenhagen
8. Kreis Pyritz
9. Kreis Saatzig
10. Kreis Regenwalde
11. Kreis Naugard
12. Kreis Greifenhagen
13. Kreis Cammin

Im Jahre 1900 bestand der Regierungsbezirk weiterhin aus einem Stadtkreis und 12 Landkreisen. Ab 1939 waren es vier Stadt- und 13 Landkreise. Wichtigste Gebietsänderung war die Angliederung des Regierungsbezirks Stralsund 1932.
| Name                       | Einwohner 1900 | Einwohner 1933 | Einwohner 1939 | Bemerkung |
| -------------------------- | -------------- | -------------- | -------------- | --- |
| Stettin, Stadt             | 210.702        | 270.747        | 382.984        | Kreisfreie Stadt (Stadtkreis) von 1818 bis 1826 und seit 1857                                                                                               |
| Stargard in Pommern, Stadt | –              | 35.804         | 39.760         | Kreisfrei seit 1901. |
| Greifswald, Stadt          | –              | 29.488         | 37.051         | Bis 1932 im Regierungsbezirk Stralsund. Kreisfrei seit 1913.                                                                                                |
| Stralsund, Stadt           | –              | 43.630         | 52.931         | Bis 1932 im Regierungsbezirk Stralsund. Kreisfrei seit 1874.                                                                                                |
| Anklam                     | 32.693         | 35.279         | 39.527         | |
| Cammin                     | 42.485         | 45.046         | 45.694         | |
| Demmin                     | 48.090         | 50.206         | 54.769         | Änderungen 1937 |
| Franzburg-Barth            | –              | 44.569         | 55.542         | Sitz der Kreisverwaltung: Barth. Bis 1932 im Regierungsbezirk Stralsund                                                                                     |
| Greifenberg                | 37.483         | 43.794         | –              | 1938 an den Regierungsbezirk Köslin abgegeben |
| Greifenhagen               | 48.258         | 55.281         | 69.326         | |
| Greifswald, Kreis          | n/a            | 40.605         | n/a            | Ab 1913 ohne die Stadt Greifswald |
| Grimmen                    | –              | 41.065         | 39.207         | Bis 1932 im Regierungsbezirk Stralsund |
| Naugard                    | 52.777         | 61.848         | 61.320         | |
| Pyritz                     | 42.686         | 47.717         | 48.418         | |
| Randow                     | 94.859         | 113.276        | 139.061        | Größter Landkreis Pommerns, 1939 aufgelöst |
| Regenwalde                 | 44.954         | 49.739         | –              | 1938 an den Regierungsbezirk Köslin abgegeben |
| Rügen                      | –              | 53.289         | 62.261         | Sitz der Kreisverwaltung: Bergen auf Rügen. Bis 1932 im Regierungsbezirk Stralsund                                                                          |
| Saatzig                    | 69.762         | 44.458         | 43.258         | Sitz der Kreisverwaltung: Stargard. In der Zahl für 1900 ist die damals noch kreisangehörige Stadt Stargard noch mit enthalten, in der für 1939 nicht mehr. |
| Ueckermünde                | 56.767         | 59.422         | 79.996         | |
| Usedom-Wollin              | 52.193         | 69.111         | 83.479         | Sitz der Kreisverwaltung: Swinemünde |

### Nach 1945
Nach 1945 wurde Stettin zusammen mit ganz Hinterpommern von der sowjetischen Besatzungsmacht gemäß dem Potsdamer Abkommen der Volksrepublik Polen zur Verwaltung unterstellt. Unter der kommunistischen polnischen Regierung wurde in der Folgezeit die
„wilde“ Vertreibung der einheimischen Bevölkerung durchgeführt. Stettin war bis 1998 Sitz der Woiwodschaft Stettin, bis diese mit der Woiwodschaft Köslin zur Woiwodschaft Westpommern vereinigt wurde, deren Amtssitz in Stettin blieb. Die deutsch gebliebenen Gebietsteile gehörten in der DDR zu den Bezirken  Frankfurt (Oder), Neubrandenburg und Rostock sowie seit 1990 zu Brandenburg und Mecklenburg-Vorpommern.

## Personen

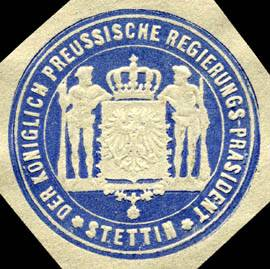
Siegelmarke „Der königlich preussische Regierungs-Präsident Stettin“

### Regierungspräsidenten
Regierungspräsidenten des Regierungsbezirks Stettin waren:
- 1818–1821: vacant
- 1821–1828: Karl Ludwig Böhlendorff
- 1828–1831: Johann August Sack, zugleich Oberpräsident der Provinz Pommern
- 1831–1835: Moritz Haubold von Schönberg, zugleich Oberpräsident der Provinz Pommern
- 1835–1852: Wilhelm von Bonin, zugleich Oberpräsident der Provinz Pommern
- 1852–1866: Ernst Senfft von Pilsach, zugleich Oberpräsident der Provinz Pommern
- 1867–1882: Ferdinand von Münchhausen, zugleich Oberpräsident der Provinz Pommern
- 1882–1887: Richard Wegner
- 1887–1899: Hugo von Sommerfeld
- 1899–1910: Heinrich Otto Guenther
- 1911–1922: Kurt von Schmeling
- 1922–1927: Leopold Höhnen
- 1927–1930: Carl von Halfern
- 1930–1931: Hans Simons, kommissarischer Regierungspräsident
- 1931–1932: Karl Simons
- 1932–1934: Konrad Göppert
- 1934–1935: Rudolf zur Bonsen
- 1935–1939: Gottfried von Bismarck-Schönhausen
- 1939–1944: Karl Ferdinand Edler von der Planitz
- 1944–1945: Hugo Lotz